# Zawał Zahna
Zawał Zahna – pseudozawał wątroby. W obszarze, w którym on wystąpił, dochodzi do atrofii komórek, ale nie do nekrozy, jak to się dzieje w przypadku zawału. Zawał Zahna może powstać w wyniku niedrożności żyły wrotnej. 
Opisany po raz pierwszy przez Fryderyka Wilhelma Zahna w 1898.